# (523643) 2010 TY53
(523643) 2010 TY53 ist ein großes transneptunisches Objekt, das bahndynamisch als neptunbahnkreuzender Zentaur eingestuft wird. Aufgrund seiner Größe gehört der Asteroid möglicherweise zu den Zwergplanetenkandidaten.

## Entdeckung
2010 TY53 wurde am 4. August 2010 von einem Astronomenteam im Rahmen des Pan-STARRS-Projekts am Haleakalā-Observatoriums (Maui) entdeckt. Die Entdeckung wurde nach der Bestätigung durch das Haleakalā-Faulkes Telescope North und das Astronomical Research-Observatorium (Illinois) am 10. September 2011 bekanntgegeben, der Planetoid erhielt am 25. September 2018 von der IAU die Kleinplaneten-Nummer 523643.
Nach seiner Entdeckung ließ sich 2010 TY53 auf Fotos, die im Rahmen des Near-Earth-Asteroid-Tracking-Programmes (NEAT) am Palomar-Observatorium (Kalifornien) gemacht wurden, bis zum 7. Oktober 2004 zurückgehend identifizieren und so seinen Beobachtungszeitraum um sechs Jahre verlängern, um so seine Umlaufbahn genauer zu berechnen. Seither wurde der Planetoid durch verschiedene erdbasierte Teleskope beobachtet. Im Oktober 2018 lagen insgesamt 184 Beobachtungen über einen Zeitraum von 14 Jahren vor. Die bisher letzte Beobachtung wurde im Januar 2018 wiederum am Pan-STARRS-Teleskop durchgeführt. (Stand 24. März 2019)

## Eigenschaften

### Umlaufbahn
2010 TY53 umkreist die Sonne in 241,93 Jahren auf einer stark elliptischen Umlaufbahn zwischen 21,06 AE und 56,59 AE Abstand zu deren Zentrum. Die Bahnexzentrizität beträgt 0,457, die Bahn ist 22,46° gegenüber der Ekliptik geneigt. Derzeit ist der Planetoid 29,28 AE von der Sonne entfernt. Das Perihel durchläuft er das nächste Mal 2043, der letzte Periheldurchlauf dürfte also im Jahre 1801 erfolgt sein.
Sowohl Marc Buie (DES) als auch das Minor Planet Center klassifizieren den Planetoiden als Zentauren; letzteres führt ihn allgemein auch als «Distant Object».

### Größe
Derzeit wird von einem Durchmesser von 329 km ausgegangen, basierend auf einem Rückstrahlvermögen von 8 % und einer absoluten Helligkeit von 5,8 m. Ausgehend von diesem Durchmesser ergibt sich eine Gesamtoberfläche von etwa 340.000 km2. Die scheinbare Helligkeit von 2010 TY53 beträgt 20,60 m.
Da es denkbar ist, dass sich 2010 TY53 aufgrund seiner Größe im hydrostatischen Gleichgewicht befindet und somit weitgehend rund sein könnte, erfüllt er möglicherweise die Kriterien für eine Einstufung als Zwergplanet. Mike Brown geht davon aus, dass es sich bei 2010 TY53 um vielleicht einen Zwergplaneten handelt.
| Jahr                                         | Abmessungen km | Quelle              |
| -------------------------------------------- | -------------- | ------------------- |
| 2013                                         | 304,46         | LightCurve DataBase |
| 2018                                         | 321,0          | Johnston            |
| 2018                                         | 329,0          | Brown               |
| Die präziseste Bestimmung ist fett markiert. |                |                     |